# Franciaország az 1936. évi téli olimpiai játékokon
Franciaország a németországi Garmisch-Partenkirchenben megrendezett 1936. évi téli olimpiai játékok egyik részt vevő nemzete volt. Az országot az olimpián 4 sportágban 28 sportoló képviselte, akik összesen 1 érmet szereztek.

## Érmesek
| Érem  | Versenyző    | Sportág  | Versenyszám     |
| ----- | ------------ | -------- | --------------- |
| Bronz | Émile Allais | Alpesisí | Férfi összetett |

## Alpesisí
Férfi
| Versenyző         | Versenyszám | Lesiklás | Lesiklás | Lesiklás | Műlesiklás | Műlesiklás | Műlesiklás | Műlesiklás | Műlesiklás | Műlesiklás | Műlesiklás | Összesítés | Összesítés |
| Versenyző         | Versenyszám | Lesiklás | Lesiklás | Lesiklás | 1. futam   | 1. futam   | 2. futam   | 2. futam   | Össz.      | Össz.      | Össz.      | Összesítés | Összesítés |
| Versenyző         | Versenyszám | Idő      | Pont     | Hely.    | Idő        | Hely.      | Idő        | Hely.      | Idő        | Pont       | Hely.      | Pont       | Helyezés   |
| ----------------- | ----------- | -------- | -------- | -------- | ---------- | ---------- | ---------- | ---------- | ---------- | ---------- | ---------- | ---------- | ---------- |
| Émile Allais      | Összetett   | 4:58,8   | 96,18    | 4.       | 1:20,4     | 4.         | 1:16,9     | 4.         | 2:37,3     | 93,20      | 3.         | 94,69      |            |
| Roland Allard     | Összetett   | 5:49,4   | 82,26    | 22.      | 1:44,8     | 29.*       | 1:34,8     | 17.        | 3:19,6     | 73,45      | 26.        | 77,86      | 22.        |
| Maurice Lafforgue | Összetett   | 5:29,4   | 87,25    | 14.      | 1:26,6     | 9.         | 1:27,1     | 10.        | 2:53,7     | 84,40      | 10.        | 85,83      | 11.        |

* - egy másik versenyzővel azonos eredményt ért el

## Bob
| Versenyző                                                      | Versenyszám | 1. futam      | 1. futam      | 2. futam | 2. futam | 3. futam | 3. futam | 4. futam | 4. futam | Összesítés | Összesítés |
| Versenyző                                                      | Versenyszám | Idő           | Hely.         | Idő      | Hely.    | Idő      | Hely.    | Idő      | Hely.    | Idő        | Helyezés   |
| -------------------------------------------------------------- | ----------- | ------------- | ------------- | -------- | -------- | -------- | -------- | -------- | -------- | ---------- | ---------- |
| Jean de Suarez d'Aulan Jacques Bridou                          | Kettes      | 1:32,49       | 17.           | 1:25,59  | 12.      | 1:28,93  | 10.      | 1:27,80  | 16.      | 5:54,81    | 14.        |
| Louis Bozon Émile Kleber                                       | Kettes      | 1:41,99       | 21.           | 1:31,92  | 22.      | 1:35,09  | 20.      | 1:31,07  | 19.      | 6:20,07    | 21.        |
| Jean de Suarez d'Aulan Jacques Bridou Jean Dauven Louis Balsan | Négyes      | 1:22,75       | 4.            | 1:22,18  | 6.       | 1:23,11  | 9.       | 1:22,32  | 10.      | 5:30,36    | 9.         |
| René Charlet Étienne Payot Albert Mugnier Amédée Ronzel        | Négyes      | nem ért célba | nem ért célba | kiesett  | kiesett  | kiesett  | kiesett  | kiesett  | kiesett  | kiesett    | kiesett    |

## Jégkorong
| Francia férfi jégkorongcsapat-játékoskeret                                                                    | Francia férfi jégkorongcsapat-játékoskeret                                                   | Francia férfi jégkorongcsapat-játékoskeret |
| --- | -------------------------------------------------------------------------------------------- | ------------------------------------------ |
| - Philippe Boyard - Pierre Claret - Marcel Couttet - Michel Delesalle - Jean-Pierre Hagnauer - Albert Hassler | - Jacques Lacarrière - Pierre Lorin - Jacques Morisson - Michel Paccard - Guy-Pierre Volpert |                                            |

### Eredmények
Csoportkör
C csoport
| Csapat        | M | Gy | D | V | G+ | G– | Gk  | P |
| ------------- | - | -- | - | - | -- | -- | --- | - |
| Csehszlovákia | 3 | 3  | 0 | 0 | 10 | 0  | +10 | 6 |
| Magyarország  | 3 | 2  | 0 | 1 | 14 | 5  | +9  | 4 |
| Franciaország | 3 | 1  | 0 | 2 | 4  | 7  | –3  | 2 |
| Belgium       | 3 | 0  | 0 | 3 | 4  | 20 | –16 | 0 |

| 1936. február 7. | Magyarország (HUN) | 3 – 0 (0–0, 1–0, 2–0) | Franciaország | Garmisch-Partenkirchen |

|  |  |  |  |  |
|  |  |  |  |  |
|  |  |  |  |  |
|  |  |  |  |  |

| 1936. február 8. | Franciaország (FRA) | 4 – 2 (1–0, 0–1, 0–0, 1–1, 2–0) | Belgium | Garmisch-Partenkirchen |

|  |  |  |  |  |
|  |  |  |  |  |
|  |  |  |  |  |
|  |  |  |  |  |

| 1936. február 9. | Csehszlovákia (TCH) | 2 – 0 (0–0, 1–0, 1–0) | Franciaország | Garmisch-Partenkirchen |

|  |  |  |  |  |
|  |  |  |  |  |
|  |  |  |  |  |
|  |  |  |  |  |

| Csapat        | Helyezés |
| ------------- | -------- |
| Franciaország | 10.      |

## Sífutás
| Versenyző                                                  | Versenyszám     | Eredmény | Helyezés |
| ---------------------------------------------------------- | --------------- | -------- | -------- |
| Léonce Cretin                                              | 18 km           | 1:26:11  | 35.      |
| Robert Gindre                                              | 18 km           | 1:23:48  | 24.      |
| Alfred Jacomis                                             | 18 km           | 1:27:49  | 43.      |
| Fernand Mermoud                                            | 18 km           | 1:26:31  | 37.      |
| Robert Gindre Fernand Mermoud Léonce Crétin Alfred Jacomis | 4 × 10 km váltó | 3:03:33  | 9.       |